# Neurocordulia
Neurocordulia is een geslacht van libellen (Odonata) uit de familie van de glanslibellen (Corduliidae).

## Soorten
Neurocordulia omvat 7 soorten:
- Neurocordulia alabamensis Hodges in Needham & Westfall, 1955
- Neurocordulia michaeli Brunelle, 2000
- Neurocordulia molesta (Walsh, 1863)
- Neurocordulia obsoleta (Say, 1840)
- Neurocordulia virginiensis Davis, 1927
- Neurocordulia xanthosoma (Williamson, 1908)
- Neurocordulia yamaskanensis (Provancher, 1875)